# Astroblepus rengifoi
Astroblepus rengifoi är en fiskart som beskrevs av Dahl, 1960. Astroblepus rengifoi ingår i släktet Astroblepus och familjen Astroblepidae. Inga underarter finns listade.